# Tat'jana Polnova
Tat'jana Fëdorovna Polnova, nata Zajkova (in russo Татьяна Фёдоровна Зайкова-Полнова?; 20 aprile 1979), è un'ex astista russa.
Dal 1998 al 2002 ha gareggiato in rappresentanza della Turchia con il nome Tuna Köstem.

## Palmarès
| Anno                            | Manifestazione    | Sede     | Evento           | Risultato | Prestazione | Note |
| ------------------------------- | ----------------- | -------- | ---------------- | --------- | ----------- | ---- |
| In rappresentanza della Russia  |                   |          |                  |           |             |      |
| 1997                            | Europei juniores  | Lubiana  | Salto con l'asta | 8ª        | 3,75 m      |      |
| In rappresentanza della Turchia |                   |          |                  |           |             |      |
| 1998                            | Mondiali juniores | Annecy   | Salto con l'asta | 10ª       | 3,90 m      |      |
| 1998                            | Europei           | Budapest | Salto con l'asta | 24ª (q)   | 3,80 m      |      |
| In rappresentanza della Russia  |                   |          |                  |           |             |      |
| 2003                            | Universiadi       | Taegu    | Salto con l'asta | Oro       | 4,70 m      |      |
| 2005                            | Europei indoor    | Madrid   | Salto con l'asta | 5ª        | 4,60 m      |      |
| 2005                            | Mondiali          | Helsinki | Salto con l'asta | 4ª        | 4,50 m      |      |
| 2006                            | Europei           | Göteborg | Salto con l'asta | Bronzo    | 4,65 m      |      |
| 2007                            | Mondiali          | Osaka    | Salto con l'asta | 9ª        | 4,60 m      |      |
| 2009                            | Mondiali          | Berlino  | Salto con l'asta | 7ª        | 4,40 m      |      |

## Altre competizioni internazionali

### World Athletics Final
- 3 medaglie:
  - 1 oro (Monaco 2003)
  - 1 argento (Monaco 2004)
  - 1 bronzo (Monaco 2005)

### Coppa Europa
2003
- Coppa Europa di atletica leggera ( Firenze)

2004
- Coppa Europa di atletica leggera ( Bydgoszcz)